# Heliophanus agricola
Heliophanus agricola este o specie de păianjeni din genul Heliophanus, familia Salticidae, descrisă de Wesolowska, 1986. Conform Catalogue of Life specia Heliophanus agricola nu are subspecii cunoscute.